# Kempische kanalen
De Kempische kanalen zijn de kanalen die tussen 1820 en 1940 in het Belgische gedeelte van de Kempen aangelegd zijn. Onder de term worden zeven waterwegen geschaard.
1. Op het onvoltooide grand Canal du Nord (1808-10) na, is de Zuid-Willemsvaart (1822-6) het eerste kanaal in de Kempen.
2. Zodra België onafhankelijk is, maakt het werk van een verbinding naar Antwerpen: de Kempische Vaart (1843-6), waarvan het oostelijke deel na verbreding en uitdieping hernoemd werd tot Kanaal Bocholt-Herentals in 1928, en waarvan het westelijke deel in de jaren 1930 grotendeels opging in het Albertkanaal.
3. Tezelfdertijd wordt vanuit Dessel het Aftakkingskanaal naar Turnhout gegraven (1844-6). Later komt ook een rechtstreekse verbinding Antwerpen-Turnhout, het Kanaal van Turnhout (1874-5), tot stand. Tegenwoordig[(sinds) wanneer?] worden beide kanalen onder de noemer Kanaal Dessel-Turnhout-Schoten geplaatst.
4. In Beverlo is intussen het legerkamp Leopoldsburg opgericht. Met het Kanaal naar Beverlo (1854-7) krijgt dat aansluiting op het waterwegennet.
5. Vanaf het "kanalenkruispunt van Dessel" wordt begonnen aan het Aftakkingskanaal naar Hasselt (1854-8), nu[(sinds) wanneer?] Kanaal Dessel-Kwaadmechelen.
6. Het Albertkanaal (1930-9) zorgt voor een kortere verbinding tussen Luik en Antwerpen. Het neemt gedeelten van de Kempische Vaart en het Aftakkingskanaal naar Hasselt over, die om deze reden hun huidige benaming krijgen.
7. Het Kanaal Briegden-Neerharen (1930-4) vormt een rechtstreekse verbinding tussen het nieuwe Albertkanaal en de Zuid-Willemsvaart.